# Ömer Kalyoncu
Ömer Soyer Kalyoncu (* 1950 in Kyrenia, Britische Überseegebiete) ist ein türkisch-zyprischer Politiker. Er ist Abgeordneter in der Versammlung der Republik und war von 2015 bis 2016 Ministerpräsident der Türkischen Republik Nordzypern.
Kalyoncu wurde 1950 in Kyrenia geboren. Er studierte Chemieingenieurwesen an der Technischen Universität des Nahen Ostens in Ankara. Während des Studiums war er Mitglied in verschiedenen Jugendorganisationen und nach seiner Rückkehr nach Zypern wurde er Vorsitzender des Revolutionären Jugendverbandes.
1973 trat er in die Cumhuriyetçi Türk Partisi ein und war auf verschiedenen Posten innerhalb der Partei aktiv. Zwischen 1993 und 1998 war er Abgeordneter des Distrikts Girne in der Versammlung der Republik. Zwischen dem 11. Dezember 1995 und dem 16. August 1996 war er Minister für Arbeit und soziale Sicherheit in der Türkischen Republik Nordzypern. Am 14. November 2003 wurde er erneut vom Distrikt Girne ins Parlament gewählt. In einer Koalitionsregierung von Cumhuriyetçi Türk Partisi und Demokrat Parti wurde er Minister für öffentliche Arbeit und Verkehr.
Bei den vorgezogenen Wahlen im Februar 2005 wurde er erneut ins Parlament gewählt. Im Juni desselben Jahres wurde er zum Generalsekretär der Cumhuriyetçi Türk Partisi. Bei den vorgezogenen Wahlen 2009 und 2013 wurde er erneut ins Parlament gewählt.
Nach dem Rücktritt der Regierung von Cumhuriyetçi Türk Partisi und Demokrat Parti unter Ministerpräsident Özkan Yorgancıoğlu wurde er von Präsident Mustafa Akıncı beauftragt, eine Regierung zu bilden.
Er spricht Englisch, ist verheiratet und hat zwei Kinder.